# Liste von Persönlichkeiten der Stadt Stade
In dieser Liste werden die Persönlichkeiten mit Bezug zur Hansestadt Stade aufgeführt.

## Söhne und Töchter der Stadt

### Bis 1900
- Leopold Hackelmann (um 1563–1619), Rechtsgelehrter
- Jodocus Hackmann (1642–1710), Jurist, Bürgermeister und Richter in Stade
- Johann Diecmann (1647–1720), Pädagoge und lutherischer Theologe
- Aurora von Königsmarck (1662–1728), Geliebte Augusts des Starken, Pröpstin des Stifts Quedlinburg
- Amalie Wilhelmine von Königsmarck (um 1663–1740), Schwester von Aurora von Königsmarck
- Peter von Sivers (1674–1740), russischer Seeoffizier
- Dietrich von Stade (1674–1733), schwedischer Regierungsrat und Gesandter (1717–1733) am Immerwährenden Reichstag in Regensburg
- Friedrich Ludwig von Berlepsch (1749–1818), hoher Beamter im Kurfürstentum Hannover
- Gottlieb Justus von Püchler (um 1677–um 1742), Diplomat in kurhannoverschen Diensten und Verwaltungsbeamter
- Johann von Schlütter (1749–1827), Jurist und Stader Kanzleidirektor
- Johann Friedrich Ernst Albrecht (1752–1814), Schriftsteller, Mediziner
- Wilhelm Nikolaus Freudentheil (1771–1853), Pädagoge, evangelisch-lutherischer Geistlicher und Autor
- Frederick Huth (1777–1864), deutsch-britischer Händler und Bankier, Gründer der Londoner Bank „Frederick Huth & Co.“
- Andreas von Schlütter (1781–1863), königlich-hannoverischer Generalmajor
- Wilhelm Müller (1783–1846), Major, Militärwissenschaftler und Schriftsteller
- Franz von Borries (1785–1858), Rittergutsbesitzer, Politiker, Regierungsbeamter und Ehrenbürger der Stadt Minden
- Johann Andreas Wehner (1785–1860), Mitglied der Ständeversammlung des Königreichs Hannover
- Friedrich von der Decken (1791–1861), Politiker
- Friedrich Wilhelm Heise (1791–1862), Jurist, Geheimer Regierungsrat und Landdrost der Landdrostei Stade
- Gottlieb Wilhelm Freudentheil (1792–1869), Jurist, Mitglied der Frankfurter Nationalversammlung
- Wilhelm Heinrich Jobelmann (1800–1878), Stadtgeschichtsschreiber und Begründer eines geregelten beruflichen Schulwesens in Stade
- August Karl von Goeben (1816–1880), preußischer General
- Johann Andreas Gülzau (1817–1891), baptistischer Geistlicher
- Louis von Engelbrechten (1818–1893), Jurist
- William von Goeben (1818–1902), preußischer General
- August von Oppermann (1821–1892), preußischer Generalmajor
- Hermann von Mertens (1832–1900), preußischer Generalmajor
- Alexander von dem Knesebeck (1836–1920), preußischer Generalleutnant
- Otto von der Decken (1839–1916), Politiker, Mitglied des Reichstags
- Karl von Hassell (1841–1925), Jurist, Senatspräsident am Reichsgericht in Leipzig
- Eduard Karl Kirchhoff (1846–1917), sächsischer Generalleutnant
- Heinrich Kirchhoff (1849–1919), sächsischer Generalleutnant
- Adolf Reese (1855–1909), Brauereibesitzer und Mitglied des Deutschen Reichstags
- Ernst Krause (1859–1942), Sanitätsoffizier und Botaniker
- Justus Strandes (1859–1930), Übersee-Kaufmann und Politiker
- Hugo Müller-Otfried (1860–1933), Verwaltungsbeamter, Landrat des Kreises Bleckede
- Heinrich Gisbert Voigt (1860–1933), Historiker
- Carl von Frese (1861–1942), Jurist, Verwaltungsbeamter und Politiker
- Ludwig Krause (1863–1924), Archivar und Heimatforscher
- Franz Cornelsen (1868–1951), Regierungsbeamter und Abgeordneter
- Wilhelm Hagedorn (1868–1930), Offizier, Ritter des Ordens Pour le Mérite
- Theodore Barkhausen (1869–1959), Diakonisse und langjährige Leiterin des Auguste-Victoria-Hospitals in Jerusalem
- Paul Diercke (1874–1937), Kartograph und Fortführer des von seinem Vater begonnenen Diercke Weltatlas
- Gustav Wyneken (1875–1964), Reformpädagoge
- Otto Palandt (1877–1951), Jurist, Autor eines Standardkommentars zum BGB
- Max von Bahrfeldt (1880–1964), Verwaltungsjurist, Regierungspräsident von Königsberg
- Theodor Herrmann (1881–1926), Maler, Zeichner und Grafiker des Impressionismus und des Jugendstils
- Arthur Rochlitz (1882–1958), Konteradmiral
- Nicolaus von Borstel (1885–1963), Politiker (SPD)
- Harry Moss (1886–nach 1943), Offizier, Schauspieler, Schauspiel- und Rundfunkleiter, Fernsehintendant
- Ernst-Eberhard Hell (1887–1973), General
- Hans von Borstel (1888–1962), Politiker (KPD)
- Willy Andreessen (1895–?), nationalsozialistischer Funktionär und Gauamtsleiter der NSBO
- Hans Bruns (1895–1971), evangelischer Theologe

### Ab 1901
- Günther Groenhoff (1908–1932), Segelflugpionier
- Karl Kersten (1909–1992), Prähistoriker und Museumsdirektor
- Marta Damkowski (1911–1979), Widerstandskämpferin gegen den Nationalsozialismus und Politikerin
- Ulrich de Maizière (1912–2006), General und Schöpfer der „Inneren Führung“ in der Bundeswehr
- Hanna Emuth (1920–2008), Dokumentarfilm-Regisseurin
- Günter Fehring (1928–2020), Archäologe
- Hartwig Brandt (1936–2017), Historiker und Hochschullehrer
- Heinrich Rohdenburg (1937–1987), Geograph
- Arnd Siegel (1937–2025), Chirurg, Kunstsammler und Mäzen
- Eberhard von Koerber (1938–2017), Manager
- Gisela Peters-Rohse (1938–2023), Tänzerin, Kindertanzpädagogin und Autorin
- Klaus Saul (1939–2025), Historiker und Hochschullehrer
- Volker Krey (1940–2023), Jurist, Professor für Strafrecht an der Universität Trier und Richter am OLG Koblenz
- Günter Rohdenburg (* 1940), Anglist, Linguist und Hochschullehrer
- Claus Tiedemann (* 1941), Sportwissenschaftler, Hochschullehrer und Segler
- Stefan Aust (* 1946), Journalist, Chefredakteur des Nachrichtenmagazins Der Spiegel von 1994 bis 2008
- Eva Riekert (* 1946), Übersetzerin
- Frank Ropers (* 1946), Vizeadmiral a. D. der Bundeswehr
- Roswitha Strauß (* 1946), Politikerin (CDU)
- Jan-Uwe Rogge (* 1947), Autor, Erziehungsberater und Kolumnist
- Ina Busch (* 1950), Kunsthistorikerin
- Rolf Hollander (* 1951), Kaufmann und Vorstandsvorsitzender der CeWe Color Holding AG
- Rainer Sass (* 1954), Fernsehkoch, Moderator, Kochbuch-Autor
- Horst Becker (* 1958), Politiker
- Carsten Eggers (1958–2021), Bildhauer und Maler
- Karl-Hinrich Manzke (* 1958), Landesbischof der Evangelisch-Lutherischen Landeskirche Schaumburg-Lippe
- Silke von Bremen (* 1959), Diplom-Geografin, Reiseschriftstellerin und Gästeführerin
- Ulf Riebesell (* 1959), Meeresbiologe
- Ditmar Schädel (* 1960), Fotograf, Fotopädagoge, Hochschullehrer und Autor
- Jörg-Michael Wolters (* 1960), Erziehungswissenschaftler, Sozialpädagoge und Sporttherapeut
- Helmut Dammann-Tamke (* 1961), Politiker (CDU)
- Angela Denoke (* 1961), Opernsängerin
- Urte Lucht (* 1963), Cembalistin, Pianistin und Hochschullehrerin
- Bettina Hauenschild (* 1964), Schauspielerin
- Dirk Dammann (* 1967), spielte in der Fußball-Bundesligamannschaft des FC St. Pauli
- Matthias Haß (* 1967), Politiker (CDU)
- Dirk Steffens (* 1967), Moderator, Journalist und Tierfilmer
- Sabine Völkers (* 1967), Illustratorin
- Stephan Bauer (* 1968), Kabarettist
- Klaus-Jürgen Heitmann (* 1968), Wirtschaftsingenieur
- Patrick Döring (* 1973), Politiker (FDP)
- Marcus Kück (* 1973), Basketballspieler
- Andrasch Starke (* 1974), Jockey, Gewinner des deutschen Galopp-Derbys
- Peter Ording (* 1976), Ruderer
- Hauke Hilz (* 1977), Politiker (FDP) und Hochschullehrer
- Falko Hönisch (* 1977), Opern- und Konzertsänger sowie Kommunalpolitiker (SPD)
- Nadine Erler (* 1978), Übersetzerin und Herausgeberin
- Kai Seefried (* 1978), Politiker (CDU)
- Thomas Fitschen (* 1980), Film-, Theaterschauspieler, Synchronsprecher, Hörbuch-, Hörspielsprecher und Versicherungsmakler
- Stefan Konarske (* 1980), Schauspieler
- Juliette Schoppmann (* 1980), Sängerin
- Sönke E. Schulz (* 1980), Rechtswissenschaftler, Geschäftsführer des Schleswig-Holsteinischen Landkreistags
- Gesa Schwartz (* 1980), Schriftstellerin
- David Grottschreiber (* 1982), Jazzmusiker
- Laura Uhlig (* 1985), Schauspielerin
- Corinna Lange (* 1986), Politikerin (SPD)
- Frank Rinck (* 1986), Politiker (AfD)
- Verena Westphal (* 1989), Animations- und Grafikdesignerin
- Tabea Kemme (* 1991), Fußballspielerin
- Florian Nagel (* 1992), Fußballspieler
- Marnon Busch (* 1994), Fußballspieler
- Simone Hartseil (* 1997), Topmodel
- Klara Lange (* 1998), Schauspielerin
- Jannes Wulff (* 1999), Fußballspieler
- Oliver Strotmann (* 1981), Schauspieler, Autor

## Mit Stade verbunden
- Albert von Stade (13. Jahrhundert) war Abt des Marienklosters zu Stade.
- Otto Casmann (1562–1607) war Rektor des Athenaeums. Er trat als Gegner der aristotelischen Philosophie und Naturwissenschaft auf.
- Johann Henrich Voigt (1613–1691) lebte als Astronom, Mathematiker und Kalenderschreiber in Stade.
- Otto Wilhelm Graf von Königsmarck (1639–1688) wuchs in Stade auf.
- Arp Schnitger (vor 1648–1719) begründete zwischen 1677 und 1682 in Stade seinen Weltruhm als Orgelbauer.
- Albrecht Andreas von Ramdohr (1649–1730), kurhannoverscher Regierungsrat, lebte ab 1715 in Stade.
- Vincent Lübeck (1654–1740), Organist und Komponist, arbeitete zwischen 1674 und 1702 in Stade.
- Tobias Eckhard (1662–1737) wirkte als Rektor in Stade.
- Johann Hermann von Elswich (1684–1721) war Pfarrer in Stade.
- Johann Wilhelm Hönert (1723–1790) war Pastor und Kirchenhistoriker.
- Carl Nicolaus Adler (1737–1816) war ein deutscher Advokat und Bürgermeister der Stadt Stade.
- Georg Christoph Lichtenberg (1742–1799), deutscher Schriftsteller und Physiker.
- Georg Wilhelm Wilhelmy (1748–1806) war von 1781 bis 1806 als Orgelbauer in Stade tätig.
- Johann Georg Wilhelm Wilhelmy (1781–1858) war Orgelbauer in Stade.
- Carl Diercke (1842–1913), Autor des Diercke Weltatlas, wirkte von 1873 bis 1885 in Stade.
- Friedrich Peltz (1844–1914), Architekt, von 1900 bis 1912 Leiter der Hochbauabteilung der Königlichen Regierung in Stade.
- Gustav Stille (1845–1920), deutscher Mediziner und Schriftsteller
- Max Ferdinand von Bahrfeldt (1856–1936), preußischer General, Heimatforscher und Numismatiker.
- Magnus Schwantje (1877–1959), Schriftsteller, Pazifist und Tierschützer
- Heinrich Ahrens (1905–1977) war Rektor und Ratsherr in Stade.
- Elisabeth Flickenschildt (1905–1977), Schauspielerin, anderthalb Jahre vor ihrem Tod zog sie nach Guderhandviertel und starb in Stade.
- Franz Cornelsen (1908–1989), Verleger und Gründer des Cornelsen Verlages
- Gerhard Grimpe (1928–1985) war Musiklehrer und Orchesterleiter in Stade.
- Wolfgang Schwenk (1931–2011), Abgeordneter für den Bundestagswahlkreis Stade – Rotenburg I
- Gerd Bahr (* 1933), Lehrer und niederdeutscher Autor, lebt in der Ortschaft Bützfleth
- Dietrich Stobbe (1938–2011) der ehemalige Regierende Bürgermeister von Berlin machte 1958 am Athenaeum Stade sein Abitur.
- Jürgen Bohmbach (* 1944), Historiker und Stadtarchivar
- Serkan Tören (* 1972), der FDP-Politiker machte 1992 am Vincent-Lübeck-Gymnasium sein Abitur.
- Hasnain Kazim (* 1974), Journalist, Spiegel-Südasienkorrespondent, Verfasser des in Stade spielenden Buches „Grünkohl und Curry“, Gewinner des CNN-Journalist-Awards 2009
- Linda Fröhlich (* 1979), Profibasketballerin (WNBA, USA; Dt. Nationalmannschaft)
- Melanie Reinecke (* 1979), Politikerin (CDU), Ratsfrau in Stade